# Thủy trang
Thủy trang hay bông lồng đèn nước (tên khoa học: Hydrocera triflora) là một loài thực vật có hoa trong họ Bóng nước (Balsaminaceae). Loài này được (L.) Wight & Arn. miêu tả khoa học đầu tiên năm 1834.

## Phân bố
Loài này sinh sống ở ven hồ, đầm lầy, vùng đất ẩm, ruộng lúa; ở cao độ tới 100 m. Có mặt tại Campuchia, Ấn Độ, Indonesia, Lào, Malaysia, Myanma, Sri Lanka, Thái Lan, miền nam Trung Quốc (trong tỉnh Hải Nam, như Lăng Thủy, Tam Á), và Việt Nam.